# 多羽耳蕨
多羽耳蕨（学名：Polystichum subacutidens）为鳞毛蕨科耳蕨属下的一个种。

## 扩展阅读
- 維基物種上的相關：多羽耳蕨